# Abdul-Qādir Bēdil
Mawlānā Abul-Ma'āni Mirzā Abdul-Qādir Bēdil (în persană مولانا ابوالمعانی میرزا عبدالقادر بیدل; n. 1644, Azimabad⁠(d), Imperiul Mogul – d. 5 decembrie 1720, Delhi, Imperiul Mogul), cunoscut și ca Bidel Dehlavi, a fost scriitor indian de limbă persană. A fost unul dintre cei mai importanți poeți indieni și a exercitat o puternică influență asupra literaturilor de limbă urdu, turcă și a altor literaturi din Asia Centrală din secolele al XVIII-lea și al XIX-lea.

## Opera
- 1669: Talismanul uimirilor ("Tilismi-i hairat" طلسم حيرت);
- 1681: Marele ocean ("Muhît-i a'zam" محیط اعظم);
- 1685: Cele patru elemente ("Čahâr 'unsur" چهار عنصر);
- 1687: Muntele cunoașterii ("Tûr-i ma'rifat" طور معرفت);
- 1712: Cunoașterea ("Irfân" عرفان);
- Reflecții ("Nikât" نکات);
- Corespondență ("Ruqu'ât" رقعات).